# ملاك الرحمة (فلم)
ملاك الرحمة فيلم مصري من إنتاج عام 1946.

## قصة الفيلم
فؤاد بك رجل ثري يعيش مع زوجته امتثال وابنته ثريا، يتعرف على السيدة جلسن وتتوطد علاقتهما والحقيقة أنها وعشيقها كاظم الذي يتظاهر بأنه أخوها، فيديران مؤامرة للاستيلاء على ثروة فؤاد، تُفاجئ ثريا زكي بسيدة أخرى ترعاه ومع الايام يصبح زكي فاسد الاخلاق ويسعى وراء امتثال التي تزوجت من فؤاد بك لابتزازها، يظن فؤاد أن زكي عشيق امتثال فيقتله بعد فترة العقوبة، ينفصل عن زوجته ويتزوج جلسن، تعود ثريا بعد زيارة جدتها بتركيا وتفاجأ بما حدث، الجدة تروي لفؤاد الحقيقة فيعيد زوجته إليه، ويقبض البوليس على جلسن وكاظم.

## بطولة
- يوسف وهبي
- راقية إبراهيم
- بشارة واكيم
- سراج منير
- زوزو شكيب
- نجمة إبراهيم
- فاتن حمامة
- محمد عطية
- فاخر فاخر
- أمينة شريف
- محمود رضا
- عبد المجيد شكري
- لطيفة أمين
- زكي إبراهيم
- فريد شوقي
- لطفي الحكيم

## روابط خارجية
- مقالات تستعمل روابط فنية بلا صلة مع ويكي بيانات